# Serrat del Gatnau
El Serrat del Gatnau és una serra situada al municipi de les Valls d'Aguilar a la comarca de l'Alt Urgell, amb una elevació màxima de 1.686 metres.